# Provincia del Guavio
Guavio es una provincia del departamento colombiano de Cundinamarca. Su capital es el municipio de Gachetá

## Contexto geográfico
Localizada al oriente del departamento, es de gran importancia por hallarse sus grandes reservas forestales e hídricas situadas en su mayor parte en la cuenca del Río Meta (Ríos Guavio, Sucio, Moquentivá, Chorreras, Blanco y Concepción) una mínima parte en la del Magdalena (concretamente en la cuenca Río Bogotá como el Teusacá y el Tominé), así como lagunas (algunas con potencial hidroeléctrico) como  San Rafael, El Sapo, Siecha, Guatavita, Guavio y Tominé y el Parque nacional natural Chingaza (declarado patrimonio hídrico de la humanidad con el título de Humedales Ramsar).

## Límites provinciales
Limita con 
Provincia de Sabana Centro,
Provincia de Almeidas, Provincia de Neira,
Bogotá, Provincia de Medina y
Provincia de Oriente,

## Organización territorial
La Provincia del Guavio está integrada por ocho municipios, que son:

En itálica, capital provincial 
- Gachetá
- Gachalá
- Gama
- Guasca
- Guatavita
- Junín
- La Calera
- Ubalá

Casi todos los municipios están bajo la jurisdicción de la autoridad ambiental de la Corporación Autónoma Regional del Guavio (Corpoguavio, que basa su jurisdicción en la subcuenca del río Guavio) con sede en Gachalá, a excepción de La Calera y Guatavita, que son miembros de la de Cundinamarca (CAR) en la regional de Bogotá, ya que hídricamente pertenece a la cuenca del río homónimo.